# Water polo les hydres de Ste-Foy
El Water polo les hydres de Ste-Foy es un club de waterpolo canadiense con sede en la Ciudad de Quebec.

## Historia
El club se funda por Jean-Denis Dionne en 1972 en la Ciudad de Quebec.

## Palmarés
- 9 veces campeón de la liga de Canadá de waterpolo femenino
- 3 veces campeón de la liga de Canadá de waterpolo masculino